# Juliaca
Juliaca je město v jihovýchodním Peru, ležící v regionu Puno. Je největším městem tohoto regionu, samotné hlavní město Puno je menší. Nachází se na náhorní plošině Altiplano ve výšce 3825 m n. m., nedaleko od města je jezero Titicaca. U města se nachází letiště Inca Manco Cápac. Podle sčítání v roce 2017 zde žilo kolem 276 tisíc obyvatel.